# Buckley (Míchigan)
Buckley es una villa ubicada en el condado de Wexford en el estado estadounidense de Míchigan. En el Censo de 2010 tenía una población de 697 habitantes y una densidad poblacional de 146,5 personas por km².

## Geografía
Buckley se encuentra ubicada en las coordenadas 44°30′2″N 85°40′19″O / 44.50056, -85.67194. Según la Oficina del Censo de los Estados Unidos, Buckley tiene una superficie total de 4.76 km², de la cual 4.6 km² corresponden a tierra firme y (3.27%) 0.16 km² es agua.

## Demografía
Según el censo de 2010, había 697 personas residiendo en Buckley. La densidad de población era de 146,5 hab./km². De los 697 habitantes, Buckley estaba compuesto por el 95.27% blancos, el 0.72% eran afroamericanos, el 0.86% eran amerindios, el 0.14% eran asiáticos, el 0.86% eran isleños del Pacífico, el 0.14% eran de otras razas y el 2.01% pertenecían a dos o más razas. Del total de la población el 2.01% eran hispanos o latinos de cualquier raza.